# Gremolata

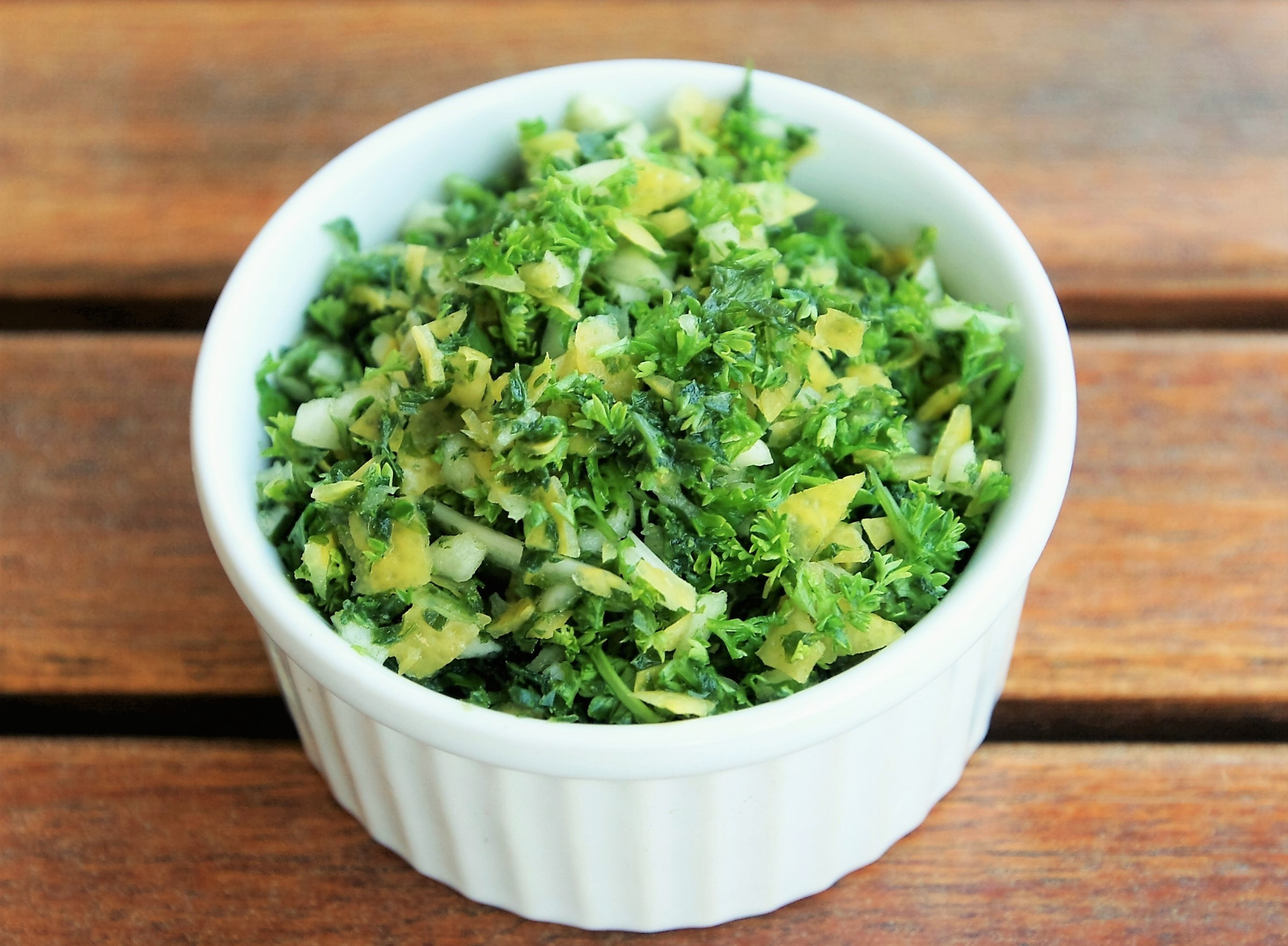
Gremolata

Gremolata oder Gremolada ist eine Kräuter-Würzmischung der lombardischen Küche. Die klassische Form besteht aus glattblättriger Petersilie, Zitronenschale (Zesten) und meist auch Knoblauch, die gehackt und zusammen erst gegen Ende der Garzeit auf warme Gerichte gegeben werden, um die frischen Aromen zu erhalten.
Je nach Rezept und Verwendungszweck werden weitere Kräuter wie Rosmarin, Salbei und Thymian, Orangenschale oder auch Peperoncini, eingesalzene Sardellen und Parmesan hinzugefügt.
Gremolata ist obligatorischer Bestandteil von Ossobuco alla Gremolata, wird aber auch für Fischgerichte verwendet.
Das italienische Wort gremolata kommt aus dem Wort gremolaa „gekörnt“ im Mailänder Dialekt der lombardischen Sprache.